# NGC 7814
NGC 7814 је спирална галаксија у сазвежђу Пегаз која се налази на NGC листи објеката дубоког неба.
Деклинација објекта је + 16° 8' 43" а ректасцензија 0h 3m 14,8s. Привидна величина (магнитуда) објекта NGC 7814 износи 10,8 а фотографска магнитуда 11,6. Налази се на удаљености од 14,600 милиона парсека од Сунца. NGC 7814 је још познат и под ознакама UGC 8, MCG 3-1-20, CGCG 456-24, KUG 0000+158, PGC 218.